# Cyanopsis
Cyanopsis är ett släkte av tvåvingar. Cyanopsis ingår i familjen parasitflugor.
Kladogram enligt Catalogue of Life:
| Cyanopsis | \| \| Cyanopsis costalimai \| \| \| \| \| \| Cyanopsis costalis \| \| \| \| |
|           | \| \| Cyanopsis costalimai \| \| \| \| \| \| Cyanopsis costalis \| \| \| \| |
|           | Cyanopsis costalimai                                                        |
|           |                                                                             |
|           | Cyanopsis costalis                                                          |
|           |                                                                             |

## Bildgalleri

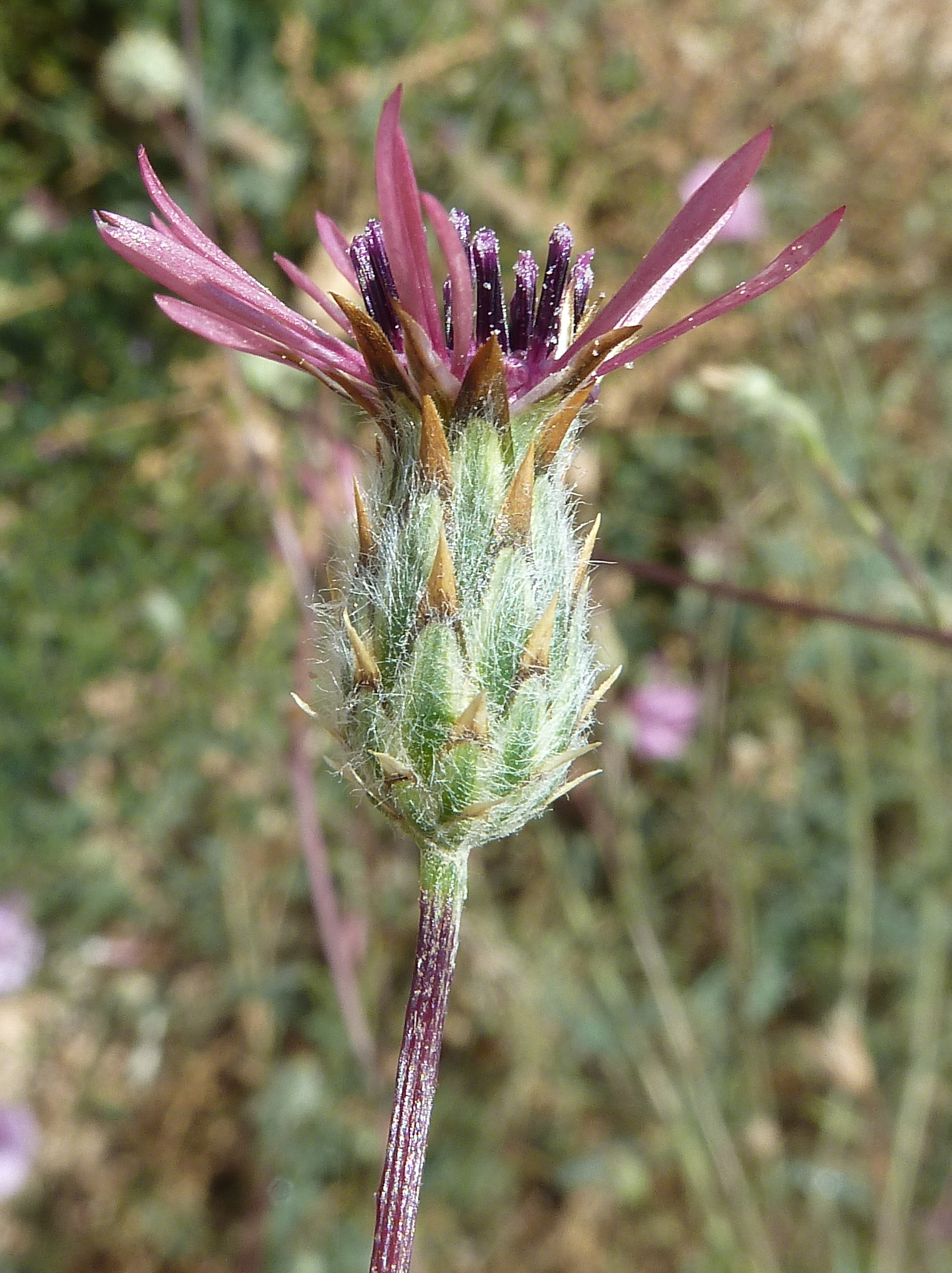